# Luisa Molina
Luisa Gabriela Molina Terrazas (Uyuni, 25 de agosto de 1955-La Paz, 30 de mayo de 2021) fue una cantante de música folclórica boliviana, de profesión maestra.

## Carrera artística
Inició su carrera artística en 1973. Muy joven, participó en el III Festival de la Canción Boliviana del Sur, obteniendo el primer lugar correspondiéndole "La quena de plata" por ser la mejor intérprete en la categoría de solistas, donde además mostró sus habilidades como ejecutante de instrumentos típicos. 
A lo largo de su carrera como bailarina de ballet, cantante y actriz de teatro, realizó giras artísticas y conciertos en Francia. En 1983 fue una de las fundadoras del Grupo Femenino Bolivia, con quienes grabó dos discos. Tres años después comenzó su carrera artística como solista, donde realizaría más de trece producciones musicales. 
Se hizo conocer como cantante y percusionista a finales de los años 80 y parte de los 90. Algunas de sus canciones más conocidas fueron "Añoranzas" y "Falso amor y falso corazón", que fue reeditada después en ritmo de lambada por una cantante brasileña.
Entre otras canciones más conocidas figuran: "Vas a llorar", "Pensamientos", "Gaviota", "Mi viejo Santa Cruz", "Ironías de amor", "Imilla bandida", "La leñera", "Si hoy te vas" y "A Chelita" (dedicada a su ciudad natal), entre otros éxitos más.